# Fretigney-et-Velloreille
Fretigney-et-Velloreille – miejscowość i gmina we Francji, w regionie Burgundia-Franche-Comté, w departamencie Górna Saona.
Według danych na rok 1990 gminę zamieszkiwało 577 osób, a gęstość zaludnienia wynosiła 26 osób/km² (wśród 1786 gmin Franche-Comté Fretigney-et-Velloreille plasuje się na 278. miejscu pod względem liczby ludności, natomiast pod względem powierzchni na miejscu 87.).